# Aoi Aso-jinja

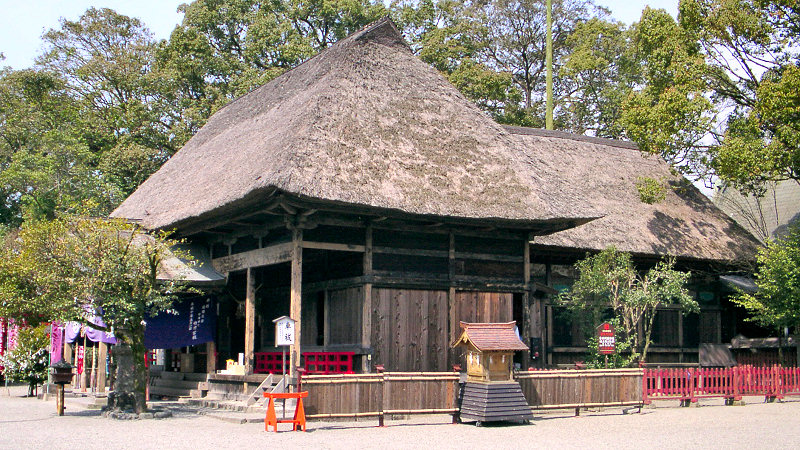
Oratoire (trésor national du Japon).

L'Aoi Aso-jinja (青井阿蘇神社) est un sanctuaire shinto situé à Hitoyoshi, dans la préfecture de Kumamoto, au Japon, familièrement connu sous le nom Aoi-san (青井さん).
Établi à l'origine comme sanctuaire préfectoral, il est à présent désigné sanctuaire national (別表神社, beppyo jinja).
Cinq des bâtiments du sanctuaire Aoi Aso, le bâtiment principal (honden), le bâtiment des offrandes (heiden), l'oratoire (haiden), la porte (rōmon), à deux étages et le couloir sont classés trésors nationaux du Japon.